# ارگ قلندر
ارگ قلندر، روستایی است از توابع بخش جلگه زوزن و در شهرستان خواف استان خراسان رضوی ایران.

## جمعیت
این روستا در دهستان کیبر قرار داشته و بر اساس سرشماری سال ۱۳۸۵ جمعیت آن (۹۵خانوار) ۴۷۵نفر
بوده‌است.